# Nepal nos Jogos Olímpicos de Verão de 2012
O Nepal competiu nos Jogos Olímpicos de Verão de 2012, que aconteceu na cidade de Londres, no Reino Unido, de 27 de julho até 12 de agosto de 2012.

## Desempenho

### Atletismo
Masculino
| Atleta          | Evento | Preliminar | Preliminar | Quartos-de-final | Quartos-de-final | Meias-finais | Meias-finais | Final       | Final       |
| Atleta          | Evento | Marca      | Posição    | Marca            | Posição          | Marca        | Posição      | Marca       | Posição     |
| --------------- | ------ | ---------- | ---------- | ---------------- | ---------------- | ------------ | ------------ | ----------- | ----------- |
| Tilak Ram Tharu | 100 m  | 10s85      | 5º/bat. 4  | Não avançou      | Não avançou      | Não avançou  | Não avançou  | Não avançou | Não avançou |

### Natação
Masculino
| Atletas             | Evento     | Eliminatórias | Eliminatórias | Semifinal   | Semifinal   | Final       | Final       |
| Atletas             | Evento     | Tempo         | Posição       | Tempo       | Posição     | Tempo       | Posição     |
| ------------------- | ---------- | ------------- | ------------- | ----------- | ----------- | ----------- | ----------- |
| Prasiddha Jung Shah | 50 m livre | 26s93         | 47º           | Não avançou | Não avançou | Não avançou | Não avançou |

Feminino
| Shreya Dhital | 100 m livre | 1min10s80 | 47º | Não avançou | Não avançou | Não avançou | Não avançou | Não avançou | Não avançou | Não avançou | Não avançou | Não avançou | Não avançou | Não avançou | Não avançou | Não avançou | Não avançou | Não avançou | Não avançou | Não avançou | Não avançou | Não avançou | Não avançou | Não avançou | Não avançou | Não avançou | Não avançou |